# Davion Mitchell
Pour les articles homonymes, voir Mitchell.
Davion De'Monte Earl Mitchell, né le 5 septembre 1998 à Hinesville dans l'État de Géorgie, est un joueur américain de basket-ball évoluant au poste de meneur.

## Biographie

### Carrière universitaire
Avec les Bears de Baylor, il est champion universitaire en 2021 après une victoire en finale face aux Bulldogs de Gonzaga.

### Carrière professionnelle

#### Kings de Sacramento (2021-2024)
Il se présente en avril 2021 pour la draft 2021. Il est sélectionné en 9e position par les Kings de Sacramento.
Lors de la Summer League précédant la saison, Davion Mitchell se fait remarquer. Les Kings remportent la compétition et Mitchell est nommé MVP de celle-ci avec Cameron Thomas.
À la fin de la saison régulière, Davion Mitchell prend de l'importance dans le collectif des Kings profitant de la blessure du meneur titulaire De'Aaron Fox. Il bat le record de passes de la franchise avec 17 passes décisives le 5 avril 2022 face aux Pelicans de La Nouvelle-Orléans.

#### Raptors de Toronto (2024-février 2025)
En juin 2024, avec Aleksandar Vezenkov, il est transféré aux Raptors de Toronto contre Jalen McDaniels.

#### Heat de Miami (depuis février 2025)
En février 2025, il est transféré au Heat de Miami contre P. J. Tucker.

## Statistiques

### Universitaires
Les statistiques de Davion Mitchell en matchs universitaires sont les suivantes :
| Saison    | Équipe   | Matchs | Titul. | Min./m | % Tir | % 3pts | % LF | Rbds/m. | Pass/m. | Int/m. | Ctr/m. | Pts/m. |
| --------- | -------- | ------ | ------ | ------ | ----- | ------ | ---- | ------- | ------- | ------ | ------ | ------ |
| 2017-2018 | Auburn   | 34     | 0      | 17,1   | 42,9  | 28,8   | 67,7 | 1,10    | 1,90    | 0,50   | 0,00   | 3,70   |
| 2019-2020 | Baylor   | 30     | 30     | 32,4   | 40,9  | 32,4   | 66,3 | 2,70    | 3,80    | 1,50   | 0,40   | 9,90   |
| 2020-2021 | Baylor   | 30     | 30     | 33,0   | 51,1  | 44,7   | 65,2 | 2,70    | 5,50    | 1,90   | 0,40   | 14,10  |
| Carrière  | Carrière | 94     | 60     | 27,1   | 45,9  | 37,6   | 66,1 | 2,10    | 3,60    | 1,30   | 0,20   | 9,00   |

### Professionnelles

#### Saison régulière
| Saison    | Équipe     | Matchs | Titul. | Min./m | % Tir | % 3pts | % LF | Rbds/m. | Pass/m. | Int/m. | Ctr/m. | Pts/m. |
| --------- | ---------- | ------ | ------ | ------ | ----- | ------ | ---- | ------- | ------- | ------ | ------ | ------ |
| 2021-2022 | Sacramento | 75     | 19     | 27,7   | 41,8  | 31,6   | 65,9 | 2,20    | 4,20    | 0,70   | 0,30   | 11,50  |
| Carrière  | Carrière   | 75     | 19     | 27,7   | 41,8  | 31,6   | 65,9 | 2,20    | 4,20    | 0,70   | 0,30   | 11,50  |

## Records sur une rencontre en NBA
Les records personnels de Davion Mitchell en NBA sont les suivants, :
| Type de statistique        | Saison régulière | Saison régulière                | Saison régulière |
| Type de statistique        | Record           | Adversaire                      | Date             |
| -------------------------- | ---------------- | ------------------------------- | ---------------- |
| Points                     | 28               | Suns de Phoenix                 | 20 mars 2022     |
| Paniers marqués            | 11               | 2 fois                          | 2 fois           |
| Paniers tentés             | 23               | @ Magic d'Orlando               | 26 mars 2022     |
| Paniers à 3 points réussis | 5                | @ Hornets de Charlotte          | 31 octobre 2022  |
| Paniers à 3 points tentés  | 9                | 2 fois                          | 2 fois           |
| Lancers francs réussis     | 6                | 2 fois                          | 2 fois           |
| Lancers francs tentés      | 8                | @ Suns de Phoenix               | 10 avril 2022    |
| Rebonds offensifs          | 3                | @ Timberwolves du Minnesota     | 17 novembre 2021 |
| Rebonds défensifs          | 5                | 3 fois                          | 3 fois           |
| Rebonds totaux             | 7                | 2 fois                          | 2 fois           |
| Passes décisives           | 17               | Pelicans de La Nouvelle-Orléans | 5 avril 2022     |
| Interceptions              | 4                | 3 fois                          | 3 fois           |
| Contres                    | 2                | 8 fois                          | 8 fois           |
| Balles perdues             | 7                | @ Rockets de Houston            | 1er avril 2022   |
| Minutes jouées             | 46               | Suns de Phoenix                 | 20 mars 2022     |

- Double-double : 3
- Triple-double : 0

Dernière mise à jour : 31 mars 2023

## Palmarès

### Universitaire
- Champion NCAA en 2021